# Saponària
Saponària (Saponaria), és un gènere de la família Caryophyllaceae de plantes perennes herbàcies, originari del sud d'Europa i sud-oest d'Àsia. L'espècie més familiar a Europa és l'herba sabonera (S. officinalis). Les saponàries fan de 10 a 60 cm d'alçada, tenen les fulles oposades d'1 a 6 cm de llarg. Les flors fan de 4 a 25 mm de diàmetre amb cinc pètals de colors diversos.
El gènere saponària és molt pròxim als gèneres Lychnis i Silene, i se'n distingeix per tenir dos (no tres ni cinc) estils (tiges dels estams) en cada flor.

## Espècies autòctones als Països Catalans[1]
- Saponaria bellidifolia
- Saponaria caespitosa
- Saponaria ocymoides (falsa alfàbrega)
- Saponaria glutinosa
- Saponaria officinalis (herba sabonera)

## Cultiu i usos
Les saponàries es considera que tenen flors molt atractives; creixen fàcilment en qualsevol tipus de sòl i moltes condicions. De les arrels i fulles de l'herba sabonera se n'ha estret sabó des de l'època del Renaixement i encara es fa servir en els museus per a netejar peces delicades. En la indústria alimentària es fan servir les saponàries per a fer halva (un dolç).